# Dorsaf Hamdani
Dorsaf Hamdani (tiếng Ả Rập: درصاف حمداني; sinh ngày 6 tháng 6 năm 1975 ) là một ca sĩ và nhà âm nhạc người Tunisia.

## Đời sống
Con gái của một nghệ sĩ violin, Hamdani gia nhập Nhạc viện âm nhạc quốc gia ở Tunis năm 1985, cho phép cô biểu diễn với các dàn nhạc Malouf của Tunisia.
Năm 1994, cô lấy bằng Cử nhân bắt đầu học cao học, và cô đã lấy bằng thạc sĩ âm nhạc năm 1998. Trong những năm sinh viên, cô đã tham gia các tour du lịch với The Rachidia. Hai năm sau, cô có bằng Thạc sĩ từ Sorbonne về âm nhạc và âm nhạc.

## Giải thưởng
Hamdani đã giành giải ba tại Liên hoan bài hát Ả Rập năm 1995 được tổ chức tại Jordan và Đĩa vàng tại Liên hoan bài hát Tunisia năm 1996.  Vào tháng 12 năm 2016, Hamdani đã mở màn cho mùa thứ ba của Sê-ri nhạc thính phòng.

## Danh sách đĩa hát
- 2011: Ivresses - Le sacre de Khayyam avec le multi-instrumentiste iranien Alireza Ghorbani;[1]
- 2012: Princesses du chant arabe, reprits des Titres des divas arabes: Oum Kalthoum, Fairuz et Ismahène;[1]
- 2012: Melos avec le percussionniste iranien Keyvan Chemirani;[1]
- 2013: Barbara-Fairouz avec Daniel Mille à la direction nhạc.